# Associazione Calcio Rodengo Saiano
La Associazione Calcio Rodengo Saiano fue un club de fútbol de Italia, con sede en Rodengo-Saiano, en Lombardía. Fue fundado en 1983 y desapareció en 2011.
El mayor éxito de su historia fue la participación en cuatro temporadas de la Lega Pro Seconda Divisione (antes Serie C2 ), el cuarto nivel del campeonato italiano de fútbol, donde el mejor resultado es un tercer puesto.
En 2011 renunció a inscribirse en el campeonato y se disolvió.
Los colores del club eran amarillo y azul. Jugó sus partidos de local en el Stadio Comunale.

## Historia

### La fundación y los primeros años
Fundada en 1983, obtuvo la afiliación al Comité Regional de Lombardía en 1986. La temporada siguiente debutó en la Tercera Categoría finalizando en la 12.ª posición. Tras unas temporadas de ajuste, en la 1990-1991 consiguió el ascenso a la Segunda Categoría al ganar su grupo. Dos años más tarde, pese a la derrota en el play-off-ascenso ante Capriano Fenili, el Rodengo Saiano fue admitido en la Primera Categoría una vez completado el equipo.
Tras tres años de posiciones medias en la tabla, en la temporada 1996-1997 el equipo acabó primero y consiguió el primero de los tres ascensos consecutivos que en 2000 le llevaron a la Serie D gracias a la victoria en el play-off de Eccellenza ante el Castellana (1-0 en casa y 2-1 fuera) y Lonigo (0-1 fuera y 3-1 en casa).

### La serie D
La primera temporada entre los amateurs nacionales terminó en 8.º lugar. En la temporada 2002-2003, Rodengo Saiano consiguió el ascenso entre los profesionales en el campo, pero al final del campeonato fue sancionado con 12 puntos por un intento de amaño en el partido contra Sant'Angelo Lodigiano, perdiendo así el derecho a jugar en la Serie C2 la temporada siguiente. Por el hecho, incluso el equipo de Lodigiana (que ganó el partido infractor por 4-1) fue sancionado con 4 puntos.
La falta de ascenso provocó una pequeña debacle para la asociación bresciana, que en las temporadas inmediatamente siguientes no pudo volver a los primeros puestos de la Serie D ; en la 2005-2006 también se arriesgaron a descender al Eccellenza, evitado gracias a una remontada que arrancó en segunda vuelta gracias al técnico Maurizio Braghin, Stefano Gusmini y el delantero Giorgio Pesenti. Ese mismo año también se registró el récord de asistencia del estadio cuando Rodengo se enfrentó Cervia dirigido por Francesco Graziani. Asistieron 4.000 espectadores, provenientes tanto de Rodengo Saiano como de la provincia de Brescia.

### Promoción a C2
La temporada 2006-2007 vio al Rodengo Saiano conseguir el ascenso a la Serie C2 gracias a una remontada ante el Castellarano, coronado en la penúltima jornada liguera. Entre los protagonistas de la temporada, que también vio al equipo llegar a la final de la Coppa Italia Serie D, donde fue derrotado por San Felice Aversa Normanna, estuvieron Gianpietro Piovani, el capitán Mauro Bertoni y el delantero argentino Miguel Andrés Garrone.
La temporada de debut entre los profesionales terminó en tercer lugar para los Franciacortas. Rodengo Saiano fue derrotado en semifinales de los play-offs por Lumezzane, empató 1-1 con goles de Maccan (L) y Bonomi (D) y sucumbió 1-0 en casa, nuevamente gracias al gol de Denis Maccan. En la temporada 2008-2009, el Gialloblù, dirigido por Maurizio Braghin, conquistó el estadio Bentegodi de Verona al vencer por 4-2 al Hellas gracias a un triplete de Marrazzo. Al vencer a Pizzighettone en la última jornada, Rodengo pudo acceder a los play-offs de ascenso por segundo año consecutivo. En la ida empató 1-1 con Como y, tras empatar 0-0 en la vuelta ante Sinigaglia, quedó eliminado de la previa a la Lega Pro Prima Divisione . La temporada 2009-2010 finalizó en séptima posición, a pesar de algunas dificultades tanto por lesiones como por una delicada situación económica. La temporada 2010-2011 finalizó con la no inscripción a los campeonatos, con la consiguiente liquidación del equipo.

## Colores y símbolos

### Colores
Los colores de Rodengo Saiano fueron amarillo y azul. Estos colores se colocaron verticalmente en la camiseta de casa.

### Escudo
El escudo de Rodengo Saiano retoma el del municipio con la adición de un panda.

## Infraestructura

### Estadio
Rodengo Saiano jugó sus partidos como local en el estadio Polisportivo Comunale, ubicado en Via Colombaia 1 en Rodengo-Saiano. Tiene una estructura de planta rectangular, 2.500 asientos, el suelo es de césped natural y mide 105 mx 65 m. La instalación cuenta con una tribuna central cubierta y está equipada con una pista de atletismo. Con la llegada de los profesionales se construyeron dos gradas descubiertas en la parte trasera del campo y dedicadas a la afición visitante que posteriormente fueron retiradas.

### Centro de entrenamiento
Rodengo Saiano se entrenó en el Stadio Comunale.